# Jana Derkacz
Jana Wołodymyriwna Derkacz, ukr. Яна Володимирівна Деркач (ur. 10 lipca 1998) – ukraińska piłkarka, grająca na pozycji pomocnika w klubie Fomget Gençlik ve Spor, reprezentantka Ukrainy.

## Kariera piłkarska

### Kariera klubowa
W 2012 rozpoczęła karierę klubową w seniorskiej drużynie Spartak Sumy, skąd na początku 2016 roku przeniosła się do Łehendy Czernihów. Latem 2018 dołączyła do klubu Woschod Stara Majaczka. Potem wyjechała do Turcji, gdzie 15 sierpnia 2020 została zawodniczką ALG Spor. 27 stycznia 2022 podpisała kontrakt z klubem Fomget Gençlik ve Spor.

### Kariera reprezentacyjna
9 listopada 2018 roku zadebiutowała w seniorskiej kadrze narodowej w wygranym 4:1 meczu towarzyskim turnieju z Kosowem. Wcześniej broniła barw juniorskiej reprezentacji U-19.

## Sukcesy i odznaczenia

### Sukcesy klubowe
Łehenda Czernihów
- brązowy medalista mistrzostw Ukrainy: 2016, 2017, 2017/18
- finalista Pucharu Ukrainy: 2016, 2017/18

Woschod Stara Majaczka
- brązowy medalista mistrzostw Ukrainy: 2018/19, 2019/20
- finalista Pucharu Ukrainy: 2018/19, 2019/20

ALG Spor
- mistrz Turcji: 2021/22

Fomget Gençlik ve Spor
- mistrz Turcji: 2022/23